# Coxa
Coxa é uma parte do corpo humano abaixo da virilha e acima do joelho, onde está localizado o fêmur (que é o maior osso do corpo humano) e os músculos pectíneo, iliopsoas, psoas menor, tensor da fáscia lata, sartório (que é o maior músculo do corpo humano), quadríceps femoral (compartimento anterior); adutor longo, adutor curto, adutor magno, grácil, obturador externo (compartimento medial); semitendíneo, semimembranoso e bíceps femoral. As funções básicas da coxa são a locomoção e a sustentação de um indivíduo. Nota-se, como prova, que a coxa só se desloca para a frente, nunca para trás, evidenciando a função de deslocamento (que ocorre para a frente). Fora estas funções, as coxas também são tidas como pontos de excitação sexual em uma relação deste nível, podendo ser assim tidas como zonas erógenas. A coxa é o músculo mais forte da mulher, nela se encontra 65 em percentual da força da mulher.